# Projet de Constitution islandaise du 29 juillet 2011
Lire en ligne

http://mjp.univ-perp.fr/constit/is2011p.htm

Constitution islandaise du 17 juin 1944
Un projet de nouvelle Constitution pour l'Islande a été proposé à l'Althing le 29 juillet 2011 par l'Assemblée constituante de 2011. Celui-ci fut approuvé par un référendum en 2012 mais n'a jamais été adopté à la suite de la victoire du Parti de l'indépendance et du Parti du progrès aux élections législatives de 2013, opposés à ce projet.

## Chronologie

### Contexte
La crise financière de 2008 en Islande aboutit à la démission du gouvernement de Geir Haarde (Parti de l'indépendance), à qui succède Jóhanna Sigurðardóttir (Alliance) le 1er février 2009. Celle-ci est confirmée dans son poste par les élections législatives du 25 avril 2009.

### Abandon du projet
Après le référendum, le projet doit encore être adopté par le Parlement.
Les élections législatives du 27 avril 2013 se soldent par la défaite de la coalition gouvernementale Alliance-Mouvement des verts et de gauche et la victoire du Parti de l'indépendance et du Parti du progrès, qui forment le gouvernement Gunnlaugsson. Ces deux partis étant fermement opposés au projet de Constitution, ils abandonnent celui-ci malgré l'approbation par référendum de 2012,.
Cette décision est encore aujourd'hui très controversée et certains partis dont le Parti pirate déclarent vouloir relancer le processus d'élaboration de la nouvelle constitution islandaise s'ils gagnent les élections législatives.

## Contenu
Le projet de Constitution est composé d'un préambule et de 114 articles répartis en 9 titres, complétés par une disposition transitoire, destinée à organiser le passage de la Constitution de 1944 à la nouvelle constitution. Le préambule rappelle les motifs qui conduit à l'élaboration de la nouvelle Constitution.
Les 9 titres sont les suivants :
1. Des principes fondamentaux
2. Des droits fondamentaux et de la nature
3. Du Parlement
4. Du Président de l'Islande
5. Des ministres et du Gouvernement
6. Du pouvoir judiciaire
7. Des collectivités locales
8. De la politique étrangère
9. Dispositions finales